# Vicariato apostólico de Casanare
El vicariato apostólico de Casanare (en latín: Vicariatus Apostolicus Casanarensis) fue una circunscripción eclesiástica de la Iglesia católica en Colombia. Se trataba de un vicariato apostólico latino, inmediatamente sujeto a la Santa Sede. Fue suprimido el 29 de octubre de 1999.

## Territorio y organización
El vicariato apostólico tenía 44 200 km² y extendía su jurisdicción sobre los fieles católicos de rito latino residentes en el departamento de Casanare.
En 1990 en el vicariato apostólico existían 19 parroquias.

## Historia
El vicariato apostólico de Casanare fue erigido el 17 de julio de 1893 mediante el breve Romani Pontífices del papa León XIII, tomando su territorio de la diócesis de Tunja.
La misión en este territorio colombiano fue confiada a los agustinos recoletos. El primer vicario apostólico fue Ezequiel Moreno y Díaz, canonizado por el papa Juan Pablo II el 11 de octubre de 1992.
El 26 de mayo de 1915 cedió una porción de su territorio para la erección de la prefectura apostólica de Arauca, la cual fue elevada a diócesis de Arauca en 1984.
El vicariato apostólico fue suprimido el 29 de octubre de 1999 y simultáneamente se erigieron en su territorio la diócesis de Yopal (mediante la bula Sollertem curam del papa Juan Pablo II) y el vicariato apostólico de Trinidad, mientras que otra porción fue anexada por la diócesis de Garagoa.

## Estadísticas
Según el Anuario Pontificio 1991 el vicariato apostólico tenía a fines de 1990 un total de 141 142 fieles bautizados.
| Año                                                                             | Población            | Población | Población      | Sacerdotes | Sacerdotes    | Sacerdotes    | Bautizados por sacerdote | Diáconos permanentes | Religiosos | Religiosos | Parroquias |
| Año                                                                             | Bautizados católicos | Total     | % de católicos | Total      | Clero secular | Clero regular | Bautizados por sacerdote | Diáconos permanentes | Varones    | Mujeres    | Parroquias |
| ------------------------------------------------------------------------------- | -------------------- | --------- | -------------- | ---------- | ------------- | ------------- | ------------------------ | -------------------- | ---------- | ---------- | ---------- |
| 1950                                                                            | 38 520               | 42 000    | 91.7           | 10         | -             | 10            | 3852                     |                      | 10         | 18         | 5          |
| 1966                                                                            | 71 000               | 72 191    | 98.4           | 17         | -             | 17            | 4176                     |                      |            | 47         | 12         |
| 1970                                                                            | 92 500               | 93 000    | 99.5           | 19         | -             | 19            | 4868                     |                      | 19         | 60         | 18         |
| 1976                                                                            | 105 000              | 120 000   | 87.5           | 18         | 6             | 12            | 5833                     |                      | 17         | 61         | 15         |
| 1980                                                                            | 98 600               | 113 500   | 86.9           | 17         | 7             | 10            | 5800                     |                      | 15         | 66         | 16         |
| 1990                                                                            | 141 142              | 165 330   | 85.4           | 22         | 15            | 7             | 6415                     |                      | 12         | 67         | 19         |
| Fuente: Catholic-Hierarchy, que a su vez toma los datos del Anuario Pontificio. |                      |           |                |            |               |               |                          |                      |            |            |            |

## Episcopologio

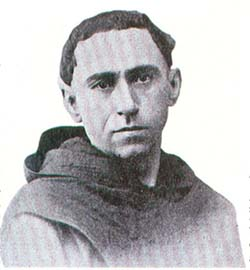
San Ezequiel Moreno Díaz, primer vicario apostólico de Casanare

- San Ezequiel Moreno Díaz, O.A.R. † (8 de junio de 1894-2 de diciembre de 1895 nombrado obispo de Pasto)
- Nicolás Casas y Conde, O.A.R. † (2 de diciembre de 1895-5 de abril de 1906 falleció)
  - Sede vacante (1906-1920)
- Santos Ballesteros López, O.A.R. † (22 de abril de 1920-13 de noviembre de 1933 renunció)
- Pablo Alegría Iriarte, O.A.R. † (9 de julio de 1934-11 de septiembre de 1939 falleció)
- Nicasio Balisa y Melero, O.A.R. † (14 de enero de 1941-3 de febrero de 1965 falleció)
- Arturo Salazar Mejía, O.A.R. † (14 de octubre de 1965-3 de enero de 1977 nombrado obispo de Pasto)
- Olavio López Duque, O.A.R. † (30 de mayo de 1977-29 de octubre de 1999 nombrado administrador apostólico de Yopal y de Trinidad[6])